# LZ Возничего
LZ Возничего (лат. LZ Aurigae) — одиночная переменная звезда в созвездии Возничего на расстоянии (вычисленном из значения параллакса) приблизительно 3127 световых лет (около 959 парсеков) от Солнца. Видимая звёздная величина звезды — от +15,4m до +14,1m.

## Характеристики
LZ Возничего — красный гигант, пульсирующая медленная неправильная переменная звезда (LB) спектрального класса M7 или M4:. Радиус — около 63,77 солнечных, светимость — около 435,529 солнечных. Эффективная температура — около 3302 К.